# Tess Gaerthé
Tess Gaerthé, (född den 21 augusti 1991 i Amsterdam) är en nederländsk artist. Hon tävlade för Nederländerna i Junior Eurovision Song Contest 2005, där hon kom sjua. Hon sjöng den holländska versionen av låten "You Are the Music In Me" från High School Musical 2, tillsammans med Thomas Berge.